# تالابی
تالابی (به لاتین: Talabı) یک منطقه مسکونی در جمهوری آذربایجان است که در شهرستان قوبا واقع شده‌است. تالابی ۴۰۹ نفر جمعیت دارد.